# Mandy's Social Whirl
Mandy's Social Whirl è un cortometraggio muto del 1911 prodotto dalla Lubin. Il nome del regista non viene riportato nei credit del film, una commedia che ha come interprete Florence Wragland, un'attrice che appare in un altro corto della Lubin uscito l'anno precedente, Wifie's Mamma.
Del film non si conoscono altri dati certi.

## Produzione
Il film fu prodotto dalla Lubin Manufacturing Company.

## Distribuzione
Distribuito dalla General Film Company, il film - un cortometraggio in una bobina - venne distribuito nelle sale statunitensi il 16 marzo 1911.